# Újváry Antal
Újváry Antal (1907. március 16. – 1967) kézilabdázó, az Elektromos Sportegyesület játékosa. Az 1936. évi nyári olimpiai játékokon három mérkőzésen kapusként szerepelt a Magyar Királyság válogatottjában, és 4. helyezést ért el. Az 1936–1937-es szezonban a magyar bajnokcsapat tagja volt.